# Danielle Lins
Danielle Rodrigues Lins (Recife, 5 gennaio 1985) è una pallavolista brasiliana, palleggiatrice del Bauru.

## Carriera
La carriera da professionista di Danielle Lins, conosciuta anche come Dani Lins, inizia nel 2000 tra le file dell'Associação Desportiva Classista BCN, dove resta per cinque stagioni; durante questi anni vince tre volte il campionato brasiliano e vince il campionato sudamericano Under-20 2002 e il campionato mondiale Under-20 2003.
Nel 2005 viene ingaggiata dal Rio de Janeiro Vôlei Clube, con cui vince altre cinque volte ilo scudetto; nell'estate del 2005 fa anche il suo esordio in nazionale maggiore, disputando solo tornei minori; nel 2008 è finalista alla Coppa panamericana, mentre un anno dopo diventa titolare in nazionale, dopo il ritiro di Hélia de Souza; nel 2009 vince la medaglia d'oro alla Coppa panamericana, alla Final Four Cup, al World Grand Prix e al campionato sudamericano, competizione nella quale viene premiata come miglior palleggiatrice, e si aggiudica la medaglia d'argento alla Grand Champions Cup; nel 2010 vince l'argento sia World Grand Prix, bissato anche nell'edizione successiva, che al campionato mondiale.
Nella stagione 2011-12 viene ingaggiata dal Sesi con cui si aggiudica il Campionato sudamericano per club 2014; con la nazionale, nel 2012, vince la medaglia d'argento al World Grand Prix e la medaglia d'oro ai Giochi della XXX Olimpiade di Londra, nel 2013, la medaglia d'oro al World Grand Prix, bissata anche nell'edizione successiva, e alla Grand Champions Cup e, nel 2014, quella di bronzo al campionato mondiale.
Nella stagione 2014-15 viene ingaggiata dall'Osasco Voleibol Clube; nel 2015 con la nazionale vince la medaglia di bronzo al World Grand Prix e quella d'oro al campionato sudamericano, nel 2016 si aggiudica l'oro al World Grand Prix, mentre, nel 2021, vince la medaglia d'argento alla Volleyball Nations League.

## Palmarès

### Club
- Campionato brasiliano: 7

2002-03, 2003-04, 2005-06, 2006-07, 2007-08, 2008-09, 2010-11
- Campionato Carioca: 6

2005, 2006, 2007, 2008, 2009, 2010
- Coppa del Brasile: 1

2007
- Campionato sudamericano per club: 1

2014

### Nazionale (competizioni minori)
- Campionato sudamericano Under-20 2002
- Campionato mondiale Under-20 2003
- Montreux Volley Masters 2005
- Montreux Volley Masters 2006
- Trofeo Valle d'Aosta 2006
- Coppa panamericana 2008
- Montreux Volley Masters 2009
- Coppa panamericana 2009
- Final Four Cup 2009
- Coppa panamericana 2011
- Giochi panamericani 2011
- Montreux Volley Masters 2013

### Premi individuali
- 2007 - Coppa del Brasile: Miglior palleggiatrice
- 2008 - Superliga: Miglior palleggiatrice
- 2008 - Coppa del Brasile: Miglior servizio
- 2009 - Campionato sudamericano: Miglior palleggiatrice
- 2009 - Campionato sudamericano per club: Miglior servizio
- 2011 - Superliga: Miglior palleggiatrice
- 2011 - World Grand Prix: Miglior palleggiatrice
- 2011 - XVI Giochi panamericani: Miglior palleggiatrice
- 2013 - Montreux Volley Masters: Miglior palleggiatrice
- 2014 - Campionato sudamericano per club: Miglior palleggiatrice
- 2014 - World Grand Prix: Miglior palleggiatrice
- 2023 - Campionato sudamericano per club: Miglior palleggiatrice
- 2024 - Campionato sudamericano per club: Miglior palleggiatrice